# Cicha Góra
Cicha Góra is een plaats in het Poolse district  Nowotomyski, woiwodschap Groot-Polen. De plaats maakt deel uit van de gemeente Nowy Tomyśl en telt 390 inwoners.